# Ján Rumann

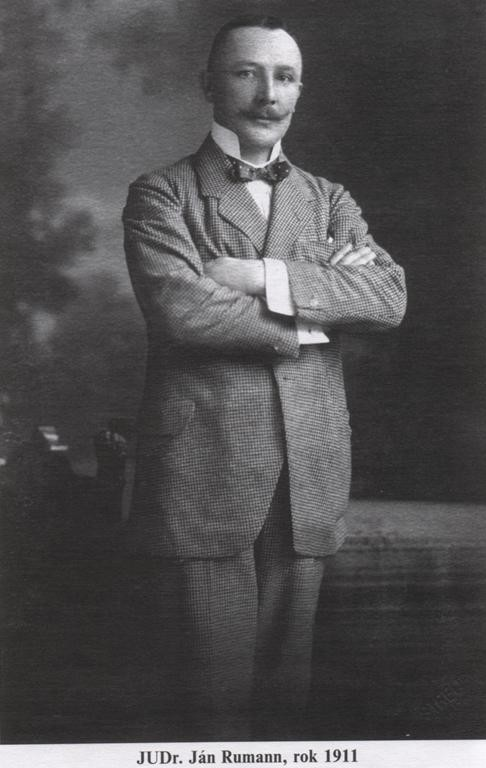
Ján Rumann (1911)

Ján Rumann (* 18. Oktober 1876 in Pribylina, Nordslowakei; † 2. August 1925 in Košice) war ein slowakischer Jurist und Politiker. 
Ján Rumann war ein Sohn von Eugen Rumann und dessen Ehefrau Mária, geborene Núdziková. Er besuchte das Gymnasium in Banská Bystrica und in Prešov. Von 1895 bis 1899 studierte er Jura an der Universität Budapest. Nach der Promotion arbeitete Ján Rumann als Advokat in Liptovský Mikuláš und erregte 1913 Aufsehen durch die Verteidigung slowakischer Studenten aus Kežmarok, die des Panslawismus angeklagt wurden.
Als Mitglied der Slowakischen Nationalpartei war Rumann 1918/19 Mitglied der Provisorischen Nationalversammlung. Er erwarb sich große Verdienste um die reibungslose Eingliederung der national gemischten Zips in den neu gegründeten Staat.